# Tomasz Komoszyński
Tomasz Komoszyński (ur. 1976 w Działdowie) – polski strażak, nadbrygadier Państwowej Straży Pożarnej.

## Życiorys
Ukończył Centralną Szkołę Państwowej Straży Pożarnej w Częstochowie  oraz  Szkołę Główną Służby Pożarniczej w Warszawie.  Po ukończeniu Szkoły Aspirantów pracował na stanowisku dowódcy zastępu między innymi w jednostkach ratowniczo-gaśniczych w Iławie i Nowym Dworze Gdańskim. Po otrzymaniu stopnia oficerskiego pracował w wydziale kontrolno–rozpoznawczym, a następnie na stanowisko dowódcy Jednostki Ratowniczo-Gaśniczej. Od 2008 piastował funkcję zastępcy  Komendanta Powiatowego PSP w Nowym Dworze Gdańskim. 
W latach 2016–2020 pełnił służbę na stanowisku Pomorskiego Komendanta Wojewódzkiego PSP, w marcu 2020 roku został Warmińsko-Mazurskim Komendantem Wojewódzkim PSP.
5 maja 2018 odebrał akt mianowania na stopień nadbrygadiera z rąk prezydenta RP Andrzeja Dudy.
Po ponad 26 latach służby z dniem 5 stycznia 2024 nabryg. Tomasz Komoszyński przeszedł na zaopatrzenie emerytalne.  

## Odznaczenia
- Złoty Medal za Zasługi dla Straży Granicznej (2023)[4]